# 蜂窩織炎
蜂窩織炎（ほうかしきえん、cellulitis, phlegmon[e]）とは、好中球の浸潤が限局せず組織内にびまん性に広がり、細胞間質を広範囲に融解し細胞実質を壊死させている、進展性の化膿性炎症である。蜂巣織炎（ほうそうしきえん）、蜂巣炎（ほうそうえん）、フレグモーネともいう。
「蜂窩」とはハチの巣のことで、顕微鏡標本上に見える、浮遊している好中球をハチの幼虫に見立て、融解し切らずに残っている間質を巣の仕切りに見立てた名称である。
皮下組織などの疎性結合組織に好発する。また、指趾の先端部皮下で発生したものは瘭疽（ひょうそ）という。口腔内にできたものは口底蜂窩織炎と呼ぶ。関節周囲に生じた蜂窩織炎は感染性関節炎の鑑別疾患となる。蜂窩織炎がある場合は関節穿刺が禁忌になるからである。

## 概要
蜂窩織炎は連鎖球菌、黄色ブドウ球菌、クロストリジウム属菌、ビブリオ・バルニフィカスなどによる皮膚感染症である。感染部位は真皮から皮下脂肪組織である。表皮に感染した場合は伝染性膿痂疹となる。顔面、四肢に好発し、境界不明瞭な局所の発赤、腫脹、疼痛、熱感が急速に拡大する。発熱、頭痛、悪寒、関節痛を伴うこともある。ここまでいくと血液検査でも炎症所見がとれるが、基本的には局所感染であるため、血液検査で炎症所見はとれないことが多い。深層の感染であるため、伝染性膿痂疹と異なり飛び火はしないと考えられている。関節周囲に生じたときは化膿性関節炎との鑑別が難しい。化膿性関節炎では関節穿刺を行うが蜂窩織炎の場合は化膿性関節炎を医原性に作ってしまうため関節穿刺が禁忌となる。   

## 鑑別診断
丹毒皮下組織よりも浅い真皮レベルでの皮膚細菌感染症である
伝染性膿痂疹表皮レベルの細菌感染
感染性関節炎関節内の細菌感染

## 治療
炎症が重度の場合は入院適応となり、患肢挙上のうえベッド上安静にし、セファゾリン等原因菌群に合わせた抗菌薬を点滴投与する。外来治療が可能な場合は安静にし、患肢挙上のうえ抗菌薬の経口投与を約7日間程度行うが、それ以上かかる場合もあり、2週間ほど投与する場合もある。
セフェム系薬剤に治療抵抗性を示すときには、市中獲得型MRSA (=CA-MRSA) も念頭に置き、抗生物質のST合剤やミノサイクリン、クリンダマイシンを用いることがある。ただしCA-MRSAは、アメリカ合衆国では死亡例が出ており問題となっている。日本でも院内感染ではなく、外来受診でも遭遇することがあるため注意を要する。
嫌気性菌感染症では、メトロニダゾールやクリンダマイシンを用いることもある。